# Liste der Baudenkmale in Bodenfelde
In der Liste der Baudenkmale in Bodenfelde sind alle Baudenkmale der niedersächsischen Gemeinde Bodenfelde im Landkreis Northeim aufgelistet. Die Grundlage dieser Liste ist der Denkmalatlas Niedersachsen. Der Stand der Liste ist der 6. Januar 2021.

## Allgemein
Die erste urkundliche Erwähnung von Bodenfelde, die genau datierbar ist, stammt aus einer Urkunde Kaiser Ludwigs des Frommen vom 8. Juni 833.
In den Spalten befinden sich folgende Informationen:
- Lage: die Adresse des Baudenkmales und die geographischen Koordinaten. Kartenansicht, um Koordinaten zu setzen. In der Kartenansicht sind Baudenkmale ohne Koordinaten mit einem roten Marker dargestellt und können in der Karte gesetzt werden. Baudenkmale ohne Bild sind mit einem blauen Marker gekennzeichnet, Baudenkmale mit Bild mit einem grünen Marker.
- Bezeichnung: Bezeichnung des Baudenkmales
- Beschreibung: die Beschreibung des Baudenkmales. Unter § 3 Abs. 2 NDSchG werden Einzeldenkmale und unter § 3 Abs. 3 NDSchG Gruppen baulicher Anlagen und deren Bestandteile ausgewiesen.
- ID: die Objekt-ID des Baudenkmales
- Bild: ein Bild des Baudenkmales, ggf. zusätzlich mit einem Link zu weiteren Fotos des Baudenkmals im Medienarchiv Wikimedia Commons. Wenn man auf das Kamerasymbol klickt, können Fotos zu Baudenkmalen aus dieser Liste hochgeladen werden:

## Bodenfelde

### Gruppe: Jüdischer Friedhof Bodenfelde
Die Gruppe „Jüdischer Friedhof Bodenfelde“ hat die ID 33538814.

| Lage                                 | Bezeichnung        | Beschreibung                  | ID       | Bild           |
| ------------------------------------ | ------------------ | ----------------------------- | -------- | -------------- |
| Kahlberg 51° 38′ 29″ N, 9° 32′ 36″ O | Jüdischer Friedhof | Jüdischer Friedhof Bodenfelde | 33542626 | Weitere Bilder |

### Einzelbaudenkmale
| Lage                                       | Bezeichnung              | Beschreibung | ID       | Bild           |
| ------------------------------------------ | ------------------------ | --- | -------- | -------------- |
| Bahnhofstraße 51° 38′ 16″ N, 9° 33′ 42″ O  | Stellwerk                | Bahnhof Bodenfelde, Stellwerk "Bwf" | 33542016 |                |
| Bleekstraße 7 51° 38′ 20″ N, 9° 33′ 19″ O  | Kirche                   | Christuskirche Bodenfelde, der Turm stammt aus dem Mittelalter, das Längshaus wurde 1853 bis 1855 erbaut.                                                | 33542090 | Weitere Bilder |
| Bleekstraße 2 51° 38′ 21″ N, 9° 33′ 21″ O  | Wohn-/Geschäftshaus      | | 33542069 | Weitere Bilder |
| Bleekstraße 37 51° 38′ 24″ N, 9° 33′ 6″ O  | Wohn-/Wirtschaftsgebäude | | 33542257 |                |
| Blumenstraße 3 51° 38′ 25″ N, 9° 33′ 28″ O | Wohnhaus                 | Das Haus wurde 1914 im Stil einer Villa erbaut. | 33542279 |                |
| Blumenstraße 4 51° 38′ 24″ N, 9° 33′ 31″ O | Wohnhaus                 | Das Wohnhaus wurde um 1700 erbaut. | 33542318 | Weitere Bilder |
| Hafenstraße 51° 38′ 17″ N, 9° 33′ 22″ O    | Brücke                   | | 33542465 |                |
| Hafenstraße 15 51° 38′ 13″ N, 9° 33′ 25″ O | Wohnhaus                 | Das Haus wurde etwa um 1850 erbaut. | 33542501 | Weitere Bilder |
| Kottberg 10 51° 38′ 17″ N, 9° 33′ 26″ O    | Villa                    | Das Gut wurde im 16. Jahrhundert errichtet und 1592 von der Familie Götz von Olenhusen gekauft. Das Herrenhaus wurde aber erst von 1907 bis 1908 erbaut. | 33542666 |                |
| Lindenstraße 2 51° 38′ 25″ N, 9° 33′ 16″ O | Wohnhaus                 | | 33542740 |                |
| Schlichtelke 8 51° 38′ 26″ N, 9° 33′ 4″ O  | Wohnhaus                 | | 33543132 | Weitere Bilder |
| Schüttenplatz 51° 38′ 24″ N, 9° 33′ 10″ O  | Denkmal                  | | 33543169 |                |
| L 551 51° 37′ 35″ N, 9° 34′ 11″ O          | Eisenbahnbrücke          | | 33542719 |                |
| Wienser Straße 51° 38′ 20″ N, 9° 33′ 39″ O | Eisenbahnbrücke          | | 33543266 |                |

## Nienover

### Gruppe: Gartenanlagen Schloß Nienover
Die Gruppe „Gartenanlagen Schloß Nienover“ hat die ID 33538087.

| Lage                        | Bezeichnung   | Beschreibung     | ID       | Bild |
| --------------------------- | ------------- | ---------------- | -------- | ---- |
| 51° 40′ 51″ N, 9° 31′ 22″ O | Schloss       | Schloss Nienover | 33543382 |      |
| 51° 40′ 51″ N, 9° 31′ 24″ O | Gartenanlagen |                  | 33544229 | BW   |

### Einzelbaudenkmale
| Lage                                        | Bezeichnung | Beschreibung | ID       | Bild |
| ------------------------------------------- | ----------- | --- | -------- | ---- |
| Schinkeltrift 1 51° 40′ 51″ N, 9° 31′ 32″ O | Scheune     | Große Scheune des unteren Vorwerks des Schlosses Nienover, erbaut 1723 aus Bruchsteinmauerwerk mit Eckquadern und Werksteineinfassungen der Fenster und Tore, heute als Wohngebäude umgenutzt | 33543457 |      |
| Schinkeltrift 2 51° 40′ 54″ N, 9° 31′ 34″ O | Mühle       | Ehemalige Amtsmühle | 33543478 | BW   |
| Schinkeltrift 3 51° 40′ 52″ N, 9° 31′ 26″ O | Wohnhaus    | Ständergeschossbau aus dem 17. Jahrhundert, teils verändert. Bereits im 17. Jahrhundert schriftlich erwähnt                                                                                   | 33543498 |      |

## Wahmbeck

### Gruppe: Lange Dorfstraße 11, 13
Die Gruppe „Lange Dorfstraße 11, 13“ hat die ID 33538826.

| Lage                                            | Bezeichnung              | Beschreibung | ID       | Bild |
| ----------------------------------------------- | ------------------------ | ------------ | -------- | ---- |
| Lange Dorfstraße 11 51° 37′ 41″ N, 9° 31′ 23″ O | Wohn-/Wirtschaftsgebäude |              | 33543876 | BW   |
| Lange Dorfstraße 13 51° 37′ 41″ N, 9° 31′ 24″ O | Wohn-/Wirtschaftsgebäude |              | 33543897 | BW   |

### Einzelbaudenkmale
| Lage                                              | Bezeichnung                  | Beschreibung | ID       | Bild           |
| ------------------------------------------------- | ---------------------------- | --- | -------- | -------------- |
| Steinberg 51° 38′ 52″ N, 9° 30′ 38″ O             | Eisenbahntunnel bei Wahmbeck | | 39591605 | BW             |
| Kurze Straße 2 51° 37′ 40″ N, 9° 31′ 16″ O        | Wohn-/Wirtschaftsgebäude     | | 33543792 | BW             |
| Vor den Weingärten 7 51° 37′ 48″ N, 9° 31′ 4″ O   | Wohn-/Wirtschaftsgebäude     | | 33544002 | BW             |
| Vor den Weingärten 13 51° 37′ 51″ N, 9° 31′ 10″ O | Wohn-/Wirtschaftsgebäude     | | 33544038 | BW             |
| Weserstraße 51° 37′ 38″ N, 9° 31′ 19″ O           | Kirche                       | Schlichte, im Kern wohl spätmittelalterliche Dorfkirche aus Sandstein-Bruchsteinmauerwerk, die ihre heutige Gestalt nach dem Dreißigjährigen Krieg erhielt. Rechtecksaal unter Satteldach mit verschiefertem Westturm | 33544122 | Weitere Bilder |
| Weserstraße 3 51° 37′ 43″ N, 9° 31′ 21″ O         | Wohn-/Wirtschaftsgebäude     | | 33544160 | BW             |

## Ehemalige Baudenkmale in Bodenfelde
| Lage                                                 | Bezeichnung        | Beschreibung | ID | Bild |
| ---------------------------------------------------- | ------------------ | --- | -- | ---- |
| Mühlenstraße 24 51° 38′ 28″ N, 9° 33′ 19″ O          | Ehemalige Synagoge | Die Synagoge Bodenfelde ist ein Fachwerkbau von 1825, Synagogennutzung bis 1937, danach Schuppen bzw. Scheune. 2006 in Bodenfelde abgebaut und 2007–2008 in Göttingen als Synagoge der Jüdischen Gemeinde Göttingen wieder aufgebaut. |    |      |
| Bodenfelde Hügelstraße 4 51° 38′ 23″ N, 9° 33′ 22″ O | Wohnhaus           | Das Wohnhaus wurde im Jahre 1717 erbaut. Es ist ein zweigeschossiges, traufständiges Fachwerkhaus mit einem Satteldach. |    |      |